# Middelnederlandse sermoenen
De Middelnederlandse sermoenen zijn een verzameling van handschriften die gebaseerd zijn op de geschriften van Jordanus de Quedlinburg. Ze werden vanuit het Latijn vertaald naar het Middelnederlands en werden uiteindelijk een wijdverspreid fenomeen in de middeleeuwse Nederlanden. 

## Jordanus de Quedlinburg

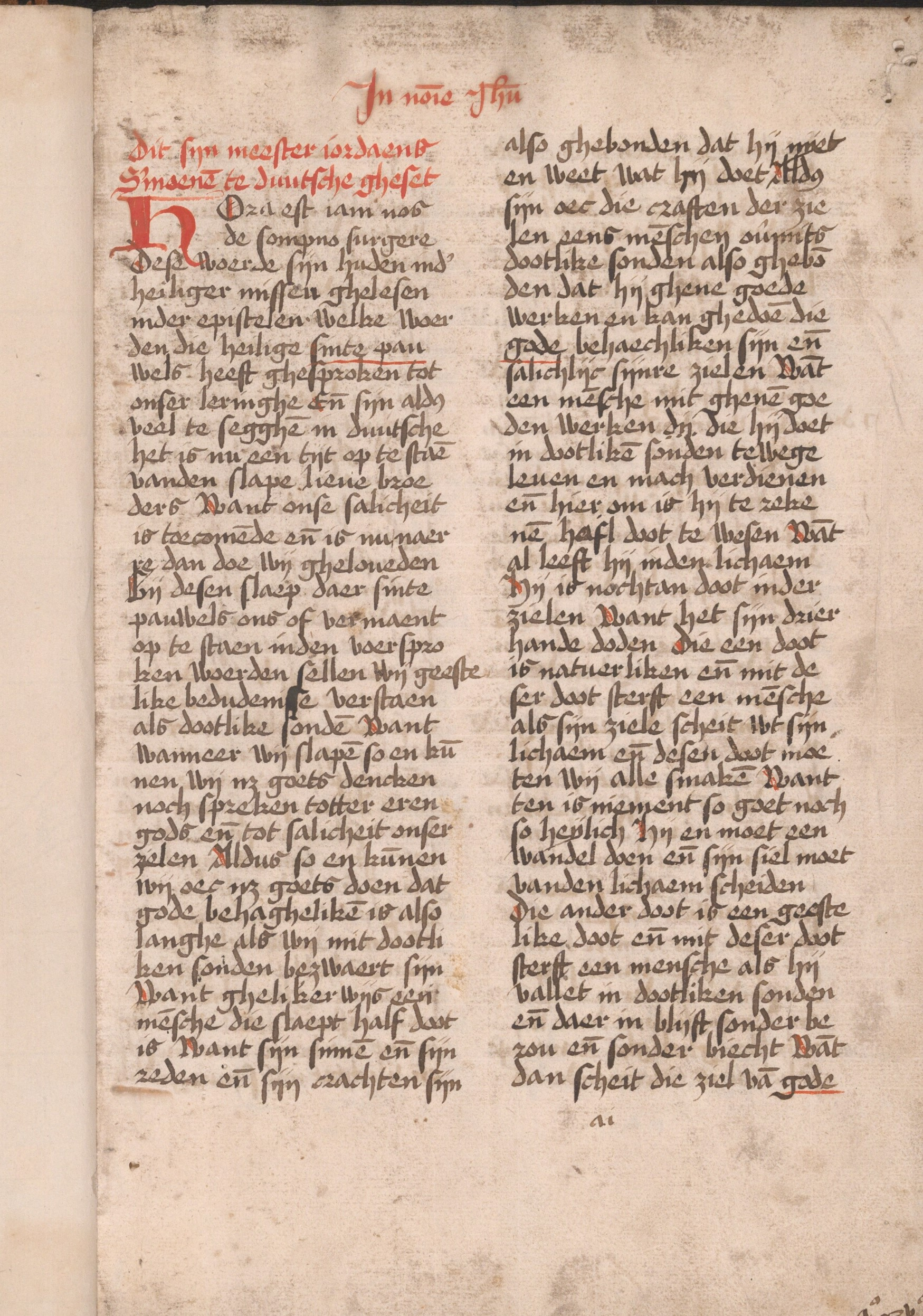
Fragment uit het Gentse handschrift van de Middelnederlandse vertaling. Gekopieerd in het begin van de zestiende eeuw.

Jordanus de Quendlinberg is geboren omstreeks het eind van de 13e eeuwwisseling te Quedlinburg in Saksen en overleden in ca. 1380. Zijn Latijnse werken waren zeer verspreid, — en later ook nog gedrukt. Succes hadden vooral zijn Articuli LXV super passione Domini, preken over de lijdensgeschiedenis, die dan ook vertaald werden. Nog een belangrijk werk van de Duitse dominicaan is diens Opus postillarum et sermonum de tempore, een verzameling van 460 postillen en preken. Hieruit werden een aantal preken en de Meditationes de passione Christi in het Middelnederlands vertaald en zijn zo verspreid geraakt in de Nederlanden. Te oordelen naar de verspreiding van zijn werken in de Nederlanden was Jordanus van Quedlinburg op het einde van de middeleeuwen in onze gewesten in geestelijke kringen een bekend en geliefd schrijver. Hij ging in het augustijnenklooster van zijn vaderstad, wellicht in 1313. Hij studeerde aan het studium generale van zijn orde te Bologna en behaalde te Parijs het lectoraat in de theologie. Achtereenvolgens was hij lector te Erfurt en te Maagdenburg. Herhaaldelijk was hij provinciaal van Saksen-Thüringen. Na 1351 vervulde hij geen speciale functies meer, maar bracht zijn tijd door al prekend en schrijvend.

## Inhoud
In het Middelnederlands werden slechts vertaald: een belangrijk aantal preken en de Meditationes de passione Christi uit het Opus postillarum et sermonum; zeven preken op de H. Augustinus en één preek op de H. Barbara uit het Opus Dan de sanctis en ten slotte een visioen uit het 18de hoofdstuk uit het eerste boek van het Liber vitasfratrum. Verder zijn er 22 Middelnederlandse preken, die niet van de hand van Jordanus zijn, maar die in de handschriften aan hem worden toegeschreven. Sommige preken konden geïdentificeerd worden. Zo bestaat sermoen één uit een drietal preken over de vermenigvuldiging der broden uit de Sermones de tempore et de sanctis van Jacobus de Voragine.
Het tweede gedeelte van het boek bestaat uit een uitgave van een viertal Middelnederlandse teksten: een sermoen voor Palmzondag, een sermoen voor Pasen, een sermoen voor de vijftiende zondag na Pinksteren en de inleiding en het eerste artikel van de 65 Artikelen. 

## Overlevering
De Middelnederlandse vertaling van de Meditationes - of in het Middelnederlands, sermoenen - komt voor in handschriften die zich bevinden in de Universiteitsbibliotheek van Amsterdam, in de Berlijnse Staatsbibliothek der Stiftung Preussischer Kulturbesitz, in de Brusselse Koninklijke Bibliotheek, in de Universiteitsbibliotheek Gent, in 's-Gravenhaagse Koninklijke Bibliotheek, in de Universiteitsbibliotheek van Maastricht, in het Rijksarchief van Limburg, in het Utrechtse Aartsbisschoppelijk Museum en in de Londense British Museum. De vertaling van de Meditationes werd tweemaal gedrukt: de eerste maal in 1487 door Gheraert Leeu te Antwerpen, de tweede maal omstreeks 1518 door Hugo Jansz. van Woerden te 's-Gravenhage. Een Ripuarisch afschrift van de Middelnederlandse vertaling van de Meditationes is bewaard in een handschrift uit het stadsarchief van Keulen.